# Klaus Auhuber
Klaus Auhuber (18 ottobre 1951) è un ex hockeista su ghiaccio tedesco.

## Palmarès

### Olimpiadi invernali
- 1 medaglia[1]:
  - 1 bronzo (Innsbruck 1976)